# Calificările pentru Campionatul European de Handbal Feminin din 2010 — Grupa 1

## Grupa 1
| Echipa     | Pct |
| ---------- | --- |
| Ucraina    | 11  |
| România    | 9   |
| Elveția    | 4   |
| Portugalia | 0   |

Toate orele sunt locale
| 14 octombrie 2009 18:00 | Ucraina               | 33 – 20   | Elveția  | Citysporthall, Zaporoje Asistență: 1000 Arbitri: Mitrunen, Sundell |
| 14 octombrie 2009 18:00 | Managarova, Țighița 6 | (19-6)    | Dinkel 8 | Citysporthall, Zaporoje Asistență: 1000 Arbitri: Mitrunen, Sundell |
| 14 octombrie 2009 18:00 | 1× 2×                 | (Cronică) | 3× 2×    | Citysporthall, Zaporoje Asistență: 1000 Arbitri: Mitrunen, Sundell |

| 14 octombrie 2009 19:00 | România   | 37 – 23   | Portugalia          | Radu Voina Sportshall, Sighișoara Asistență: 1100 Arbitri: Alyiev, Aghakishiyev |
| 14 octombrie 2009 19:00 | Vărzaru 6 | (19-8)    | Barbosa, De Souza 5 | Radu Voina Sportshall, Sighișoara Asistență: 1100 Arbitri: Alyiev, Aghakishiyev |
| 14 octombrie 2009 19:00 | 3×        | (Cronică) | 4× 3×               | Radu Voina Sportshall, Sighișoara Asistență: 1100 Arbitri: Alyiev, Aghakishiyev |

| 17 octombrie 2009 15:45 | Elveția          | 18 – 39   | România   | Saalsporthall, Zürich Asistență: 700 Arbitri: C.Bonaventura, J.Bonaventura |
| 17 octombrie 2009 15:45 | Dinkel, Petrig 4 | (7-20)    | Pușcașu 8 | Saalsporthall, Zürich Asistență: 700 Arbitri: C.Bonaventura, J.Bonaventura |
| 17 octombrie 2009 15:45 | 5× 2×            | (Cronică) | 1× 2×     | Saalsporthall, Zürich Asistență: 700 Arbitri: C.Bonaventura, J.Bonaventura |

| 17 octombrie 2009 17:15 | Portugalia          | 31 – 36   | Ucraina        | Pavilhão Municipal de Lagos, Lagos Asistență: 800 Arbitri: Krstic, Ljubic |
| 17 octombrie 2009 17:15 | Barbosa, De Souza 8 | (16-18)   | Nikolaienko 11 | Pavilhão Municipal de Lagos, Lagos Asistență: 800 Arbitri: Krstic, Ljubic |
| 17 octombrie 2009 17:15 | 3×                  | (Cronică) | 4× 3×          | Pavilhão Municipal de Lagos, Lagos Asistență: 800 Arbitri: Krstic, Ljubic |

| 31 martie 2010 18:00 | Ucraina       | 27 - 27   | România | Yunost Palace of Sports, Zaporizhia Asistență: 1700 Arbitri: Bonifert, Oláh |
| 31 martie 2010 18:00 | Nikolaienko 8 | (18-14)   | Neagu 9 | Yunost Palace of Sports, Zaporizhia Asistență: 1700 Arbitri: Bonifert, Oláh |
| 31 martie 2010 18:00 | 2× 3×         | (Cronică) | 2× 3×   | Yunost Palace of Sports, Zaporizhia Asistență: 1700 Arbitri: Bonifert, Oláh |

| 31 martie 2010 20:00 | Elveția   | 28 - 25   | Portugalia | Sporthalle Tägerhard, Wettingen Asistență: 800 Arbitri: Jurinovic, Mrvica |
| 31 martie 2010 20:00 | Dinkel 10 | (14-14)   | De Souza 6 | Sporthalle Tägerhard, Wettingen Asistență: 800 Arbitri: Jurinovic, Mrvica |
| 31 martie 2010 20:00 | 4× 2×     | (Cronică) | 4× 2× 1×   | Sporthalle Tägerhard, Wettingen Asistență: 800 Arbitri: Jurinovic, Mrvica |

| 3 aprilie 2010 12:00 | România  | 35 - 36   | Ucraina      | Sala Sporturilor Romeo Iamandi, Buzău Asistență: 1800 Arbitri: Nikolov, Nachevski |
| 3 aprilie 2010 12:00 | Neagu 10 | (17-15)   | Pidpalova 10 | Sala Sporturilor Romeo Iamandi, Buzău Asistență: 1800 Arbitri: Nikolov, Nachevski |
| 3 aprilie 2010 12:00 | 3×       | (Cronică) | 3×           | Sala Sporturilor Romeo Iamandi, Buzău Asistență: 1800 Arbitri: Nikolov, Nachevski |

| 3 aprilie 2010 17:00 | Portugalia | 17 - 27   | Elveția    | Pavilhão Municipal, Moimenta da Beira Asistență: 1100 Arbitri: Di Domenico, Fornasier |
| 3 aprilie 2010 17:00 | De Souza 5 | (12-13)   | Bosshart 9 | Pavilhão Municipal, Moimenta da Beira Asistență: 1100 Arbitri: Di Domenico, Fornasier |
| 3 aprilie 2010 17:00 | 3×         | (Cronică) | 6×         | Pavilhão Municipal, Moimenta da Beira Asistență: 1100 Arbitri: Di Domenico, Fornasier |

| 26 mai 2010 19:00 | Portugalia | 44-23 | România | Leiria Arbitri: Evers, Kums |
| 26 mai 2010 19:00 |            |       |         | Leiria Arbitri: Evers, Kums |
| 26 mai 2010 19:00 |            |       |         | Leiria Arbitri: Evers, Kums |

| 26 mai 2010 20:00 | Elveția | 24-33 | Ucraina | Sporthalle Mittelholz, Herzogenbuchsee Arbitri: Chaskis, Tsakonas |
| 26 mai 2010 20:00 |         |       |         | Sporthalle Mittelholz, Herzogenbuchsee Arbitri: Chaskis, Tsakonas |
| 26 mai 2010 20:00 |         |       |         | Sporthalle Mittelholz, Herzogenbuchsee Arbitri: Chaskis, Tsakonas |

| 29 mai 2010 11:00 | România | 37 - 26 | Elveția | Sala Sporturilor, Târgu Mureș Asistență: 2000 Arbitri: Constantinou, Mouttas |
| 29 mai 2010 11:00 | (18-11) |         |         | Sala Sporturilor, Târgu Mureș Asistență: 2000 Arbitri: Constantinou, Mouttas |
| 29 mai 2010 11:00 | Cronică |         |         | Sala Sporturilor, Târgu Mureș Asistență: 2000 Arbitri: Constantinou, Mouttas |

| 30 mai 2010 17:00 | Ucraina | 32 - 23 | Portugalia | Yunost Palace of Sports, Zaporizhia Asistență: 1500 Arbitri: Erdogan, Özdeniz |
| 30 mai 2010 17:00 | (17-11) |         |            | Yunost Palace of Sports, Zaporizhia Asistență: 1500 Arbitri: Erdogan, Özdeniz |
| 30 mai 2010 17:00 | Cronică |         |            | Yunost Palace of Sports, Zaporizhia Asistență: 1500 Arbitri: Erdogan, Özdeniz |